# 历史的教训
《历史的教训》（英語：The Lessons of History）是历史学家威尔·杜兰特和妻子阿里尔·杜兰特的一部历史学著作，1968年由西蒙與舒斯特出版社出版。
这本书总结了他们十一卷的《文明的故事》完成第十卷后注意到的历史时期和趋势。威尔·杜兰特说，他和阿里尔“可能阐明了当前的事务、未来的概率、人性，以及国家的行为。”
因此，这本书概述了从5000年的世界历史观察到的主题和教训，从12个角度考察： 地理、生物、人种、品德、道德、宗教、经济、社会主义、政府、战争、增长和衰败，以及进步。

## 评价
约翰·巴克汉姆称该作品是“结晶的杰作”，赞扬作者平衡地处理了诸如自由与平等之间，以及现代社会中宗教与世俗主义之间的权衡折衷。
2018年10月24日，以色列总理本雅明·内塔尼亚胡向王岐山推荐《历史的教训》。王岐山回复说：“我也是这样认为，而且中国的网上早就出过了，我推荐这本书。”